# Лённквист, Барбара
Сив Ба́рбара Лённквист (швед. Siv Barbara Lönnqvist; род. 15 июня 1945, Эспоо, Финляндия) — финский литературовед, славистка, переводчица. Профессор университета Академия Або (Турку).

## Биография
В 1979 году защитила докторскую диссертацию по творчеству Велимира Хлебникова. Профессор университета Академия Або (Турку, Финляндия). Переводчица Льва Толстого и Фёдора Достоевского. Автор книг о творчестве Льва Толстого и Велимира Хлебникова. В 2000–2004 годах редактор журнала Scando-Slavica.

## Награды и премии
- Международная отметина имени отца русского футуризма Давида Бурлюка[1]